# Ејснер Барберена
Ејснер Амброзио Барберена Еспиноза (шп. Eisner Ambrosio Barberena Espinoza; 12. септембар 1994) никарагвански је пливач чија ужа специјалност су трке леђним стилом. Вишеструки је национални првак и рекордер у тркама леђним стилом у великим и малим базенима. 

## Спортска каријера
Барберена је присутан на међународној пливачкој сцени од светског првенства у Барселони 2013, и од тада је редовни учесник светских првенстава. Пливао је и на првенствима у Казању 2015, Будимпешти 2017. (41. на 100 леђно и 39. на 200 леђно) и Квангџуу 2019. (59. на 50 леђно и 57. место на 100 леђно).
Учествовао је и на светским првенствима у малим базенима у Виндзору 2016. и Хангџоуу 2018. године. Био је члан никарагванске делегације на Панамеричким играма 2019. у Лими. 